# Club Deportivo Betoño-Elgorriaga
El Club Deportivo Betoño es un club de fútbol de la ciudad de Vitoria (Álava) España. Fue fundado en 2012 y tras el descenso de su equipo senior de Tercera división española en la temporada 2015-2016 el club decide prescindir de dicho club centrándose en el fútbol-base.

## Historia
Fundado en 2012 bajo el nombre de Fundación Vitoria con el apoyo de la empresa Urbasa Global Brands S.A. apostó desde el inicio con la idea de crear una importante estructura de cantera contando con hombres importantes como Iñaki Ocenda o Kepa Arrieta.
Para la temporada 2013/14 el club cambió su denominación a la C.D. Elgorriaga, tomando prestado el nombre de una de las empresas del grupo empresarial que apoya el proyecto, Chocolates Elgorriaga. Además creó un equipo en la Primera Regional de Álava, convirtiéndose rápidamente en uno de los favoritos a conseguir el ascenso, como finalmente fue tras proclamarse campeón. A la temporada siguiente, siendo también favorito para la lucha del ascenso, obtuvo clasificarse para la promoción de ascenso disputándolo con la U.D. Aretxabaleta y la C.D. Getxo, consiguiendo el ascenso a 3ª División pese a quedar en 3ª posición debido a que quedaron plazas vacantes en la categoría
Antes de debutar en la nueva categoría, el club decidió incluir el nombre del pueblo de Betoño en su nombre. Además fue protagonista de uno de los fichajes bomba de la categoría al contratar al guardameta Bernardo Domínguez, jugador con amplia experiencia en la LIGA Adelante.
Finalmente la aventura en 3ª División finalizó a falta de dos jornadas del final de la liga al empatar (2-2) en casa del Pasaia K.E.. Finalizada la temporada el club decidió prescindir del equipo senior y centrarse en las categorías inferiores, convirtiéndose en uno de los clubs vascos más importante en estructura de cantera.

## Cambios de nombre
- Fundación Vitoria: 2012/13
- C.D. Elgorriaga: 2013/14-2014/15
- C.D. Betoño-Elgorriaga: 2015/16
- C.D. Betoño: 2016

## Uniforme
- Uniforme titular: Camiseta blanca, pantalón roja y medias roja.

## Estadio
El CD Betoño juega sus partidos como locales en las instalaciones municipales de Betoño, concretamente en el campo de hierba natural que posee una grada con capacidad de 400 espectadores.

## Datos del club
- Temporadas en 1.ª: 0
- Temporadas en 2.ª: 0
- Temporadas en 2.ªB: 0
- Temporadas en 3.ª: 1
- Mejor puesto en la liga: 20º (Tercera división española|3.ª).

## Temporada por temporada
| Temporada   | División | Puesto |
| ----------- | -------- | ------ |
| Desde 13-14 | Regional | —      |
| hasta 14-15 | Regional | —      |
| 2015-16     | 3.ª      | 20º    |

## Jugadores destacados
- Bernardo Domínguez